# Dolioponera fustigera
Dolioponera fustigera (лат. ) — вид муравьёв (Formicidae) из подсемейства Ponerinae, единственный в составе рода Dolioponera. Эндемик Африки (Габон, Камерун, ЦАР).

## Описание
Мелкого размера муравьи с тонким вытянутым цилиндрическим телом. Длина рабочих особей около 3 мм, желтовато-коричневого цвета. Усики 12-члениковые, апикальный членик увеличенный. Формула щупиков долгое время оставалась неизвестной и лишь в 2007 удалось изучить ротовые органы муравьёв (Fisher, 2006). Нижнечелюстные щупики состоят из 2 члеников, нижнегубные — из 2 сегментов. Мандибулы мелкие, субтреугольные, с 1 апикальным и одним субапикальным зубчиками на жевательном крае. Средние и задние ноги с одной голенной шпорой. Стебелёк между грудкой и брюшком состоит из одного членика петиоля, сходного по размерам с первым тергитом брюшка. Предположительно хищники, особенности биологии не изучены. Обнаружены в подстилочном слое тропических лесов Экваториальной Африки.

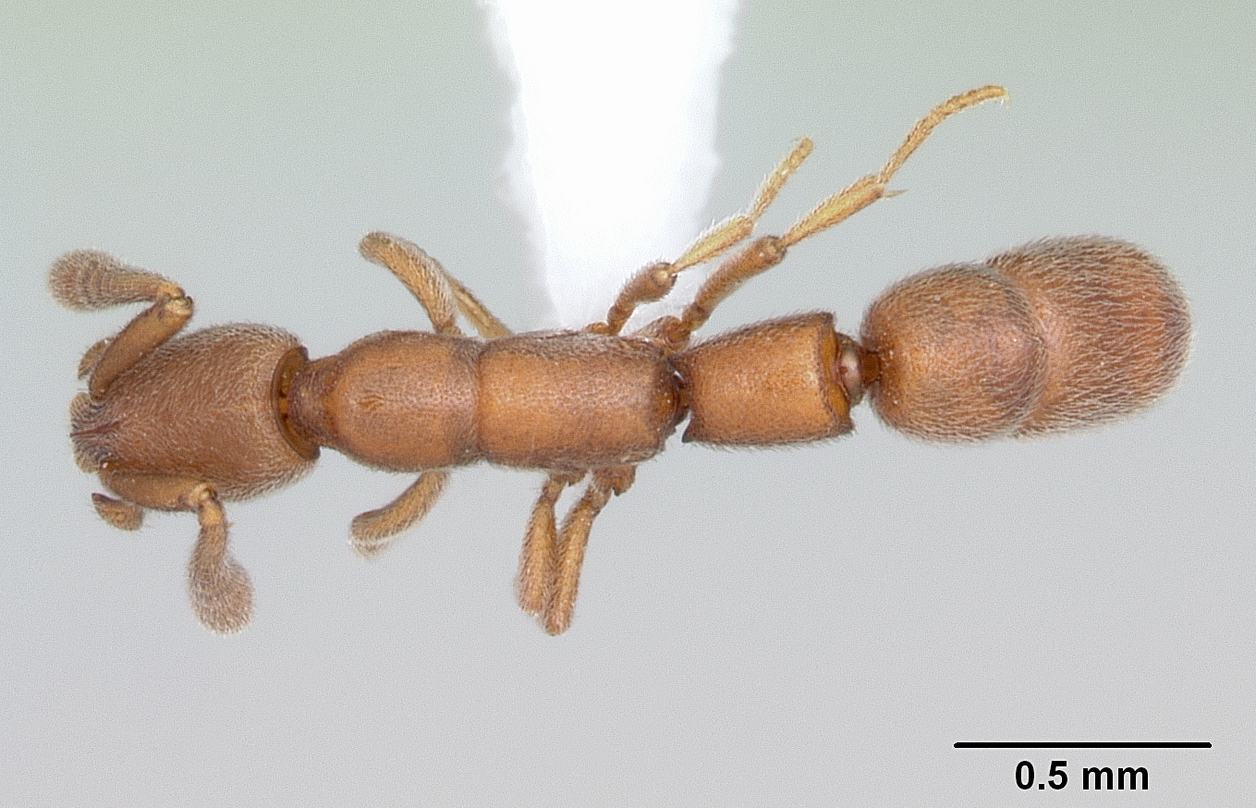
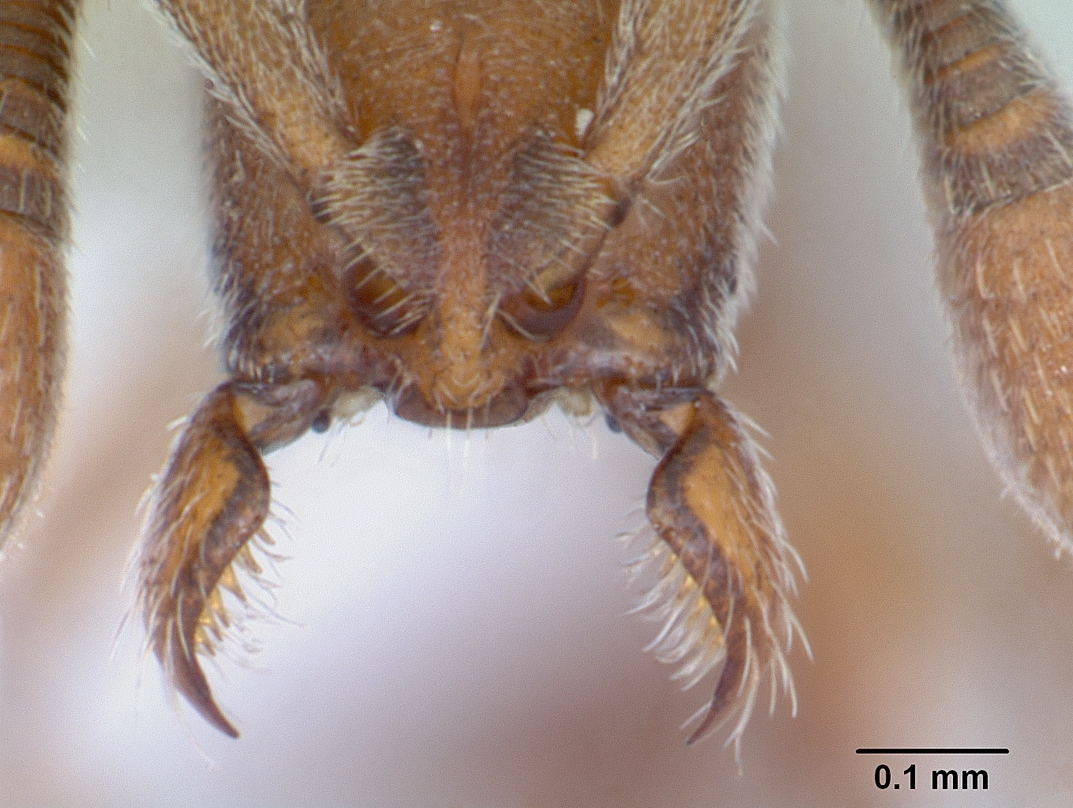
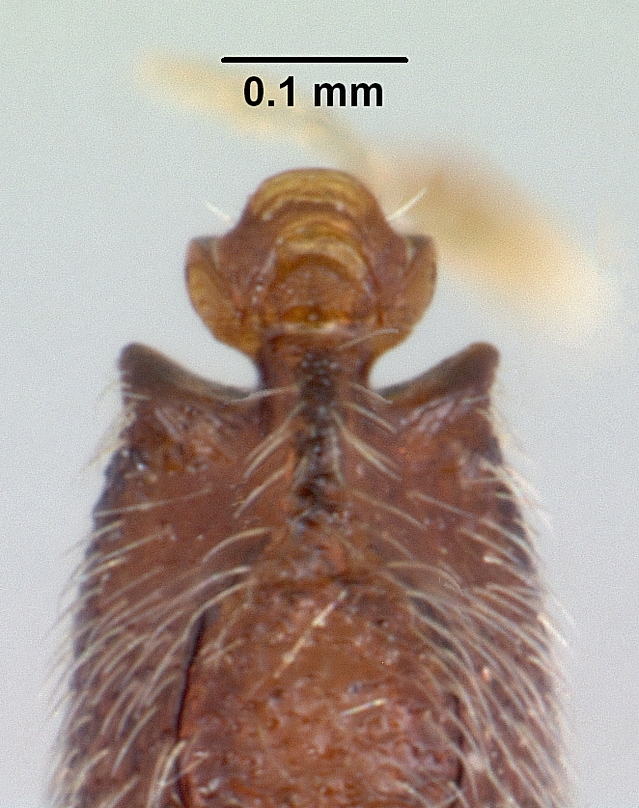

## Систематика
В 2009 году Крис Шмидт (Schmidt, 2009), проведя молекулярно-генетический филогенетический анализ подсемейства понерины включил род Dolioponera в состав родовой группы Plectroctena genus group (Ponerini).